# Láska pasti (album)
Láska pasti (rusky Любовь-капкан) je dvacáté druhé studiové album ruského zpěváka Valerije Leonťjeva. Album bylo vydáno v březnu 2014.

## O albu
Byli přepracovány čtyři písně Эммануэль, Дело вкуса, Кабаре a Сокровища Чёрного моря. Píseň Had (Змея) má erotickou tematiku a zpívá v ní zvláštní hlas autotone. Píseň Viník (Виновник) je re-zaznamenaná v rockovém stylu.

## Seznam skladeb
1. Принцесса на горошине
2. Змея
3. Любовь-капкан
4. Уполномочена небом
5. Снайпер-любовь
6. Виновник
7. Кабаре (2014)
8. Продавец цветов
9. Эммануэль (2014)
10. Сокровища Чёрного моря (2014)
11. Дело вкуса (2014)